# SB 1 II
Az SB 1 II egy szertartályosgőzmozdony-sorozat volt a Déli Vasútnál, mely egy osztrák-magyar magánvasút-társaság volt.
A Mödling–Laxenburg szárnyvonal (Laxenburger Bahn) a császári udvar vasúttársasága volt, mely lehetővé tetter, hogy a császár laxemburgi nyári rezidenciáját vasúton elérhesse, ezért különösen nyáron volt nagy a forgalma. A Déli Vasút, mely a vonalat üzemeltette 1889-ben rendelt a StEG mozdonygyárától két kis A1 tengelyelrendezésű szertartályos mozdonyt, melyeket számozási rendszerében az I sorozatba osztott és a 2 és 3 pályaszámokat adta nekik.
Annak érdekében, hogy a császárt biztonságosan szállíthassák, a mozdonyokat vákuumfékkel, hóekével és Ricourfékkel is ellátták. 1910 és 1915 között a mozdonyokat átsorolták a 4 II sorozatba. 1920 körül selejtezték őket.

## Fordítás
- Ez a szócikk részben vagy egészben  a   SB 1 II című német Wikipédia-szócikk fordításán alapul.  Az eredeti cikk szerkesztőit annak laptörténete sorolja fel. Ez a jelzés csupán a megfogalmazás eredetét és a szerzői jogokat jelzi, nem szolgál a cikkben szereplő információk forrásmegjelöléseként. - Az eredeti szócikk forrásai szintén ott találhatóak.